# Pontus Rödin
Pontus Rödin, né le 16 août 2000 à Linköping en Suède, est un footballeur suédois qui évolue au poste de défenseur central au Silkeborg IF.

## Biographie

### Débuts professionnels
Né à Linköping en Suède, Pontus Rödin est formé par le BK Derby, le MB United et l'AFK Linköping avant de rejoindre le FC Linköping City (en) en 2018.
Le 14 août 2019, Pontus Rödin signe en faveur de l'AFC Eskilstuna pour un contrat de trois ans et demi, soit jusqu'en décembre 2022.
Il découvre alors l'Allsvenskan, la première division suédoise, jouant son premier match pour son nouveau club dans cette compétition, le 19 août 2019 face au Djurgårdens IF. Il entre en jeu à la place d'Adi Nalić et son équipe est battue par trois buts à zéro.

### IK Brage
Le 2 février 2022, Pontus Rödin rejoint l'IK Brage. Il signe un contrat courant jusqu'en décembre 2024.
Le 9 juillet 2023, Rödin marque son premier but pour l'IK Brage, lors d'une rencontre de championnat face à l'Örgryte IS. Titulaire, il participe à la victoire de son équipe par quatre buts à un.

### Silkeborg IF
Le 29 janvier 2024, Pontus Rödin prend la direction du Danemark en signant avec le Silkeborg IF pour un contrat de quatre ans, soit jusqu'en décembre 2027.
Il fait ses débuts pour Silkeborg le 4 mars 2024, en étant titularisé face au FC Nordsjælland, en championnat. Son équipe est battue par trois buts à un ce jour-là Rödin est titularisé lors de la finale de la Coupe du Danemark le 9 mai 2024 où son équipe affronte l'AGF Aarhus. Son équipe s'impose sur le score de un but à zéro et il remporte ainsi son premier trophée,.

## Palmarès
Silkeborg IF
- Coupe du Danemark (1) :
  - Vainqueur : 2023-2024..